# Vampiergetal
Een vampiergetal is een samengesteld natuurlijk getal met een even aantal cijfers, dat kan opgedeeld in twee factoren elk met de helft van het aantal cijfers van het oorspronkelijke getal, waarbij de beide factoren gezamenlijk dezelfde cijfers hebben als het oorspronkelijke getal. Hierbij hoeven de cijfers niet per se dezelfde volgorde te hebben en mogen ze niet met een nul beginnen. Het kleinste vampiergetal is {\displaystyle 1260=21\times 60}.
De naam van het getal is een verwijzing naar het fictieve figuur van de vampier die wordt afgebeeld met twee hoektanden.

## Definitie
Als {\displaystyle N} een natuurlijk getal is met {\displaystyle 2k} cijfers:
{\displaystyle N={n_{2k}}{n_{2k-1}}...{n_{1}}},
dan is {\displaystyle N} een vampiergetal als en slechts dan als er twee natuurlijke getallen {\displaystyle A} en {\displaystyle B} bestaan, elk met {\displaystyle k} cijfers:
{\displaystyle A={a_{k}}{a_{k-1}}...{a_{1}}},
{\displaystyle B={b_{k}}{b_{k-1}}...{b_{1}}},
zo dat {\displaystyle A\times B=N}, waarbij {\displaystyle a_{1}} en {\displaystyle b_{1}} niet nul zijn en de {\displaystyle 2k} cijfers van de concatenatie van {\displaystyle A} en {\displaystyle B} {\displaystyle ({a_{k}}{a_{k-1}}...{a_{2}}{a_{1}}{b_{k}}{b_{k-1}}...{b_{2}}{b_{1}})} een permutatie is van de {\displaystyle 2k} cijfers van {\displaystyle N}. De getallen {\displaystyle A} en {\displaystyle B} zijn de hoektanden van {\displaystyle N}.

## Voorbeelden
| n  | aantal vampiergetallen met lengte n |
| -- | ----------------------------------- |
| 4  | 7                                   |
| 6  | 148                                 |
| 8  | 3228                                |
| 10 | 108454                              |
| 12 | 4390670                             |
| 14 | 208423682                           |

De eerste vampiergetallen zijn:
1260, 1395, 1435, 1530, 1827, 2187, 6880, 102510, 104260, 105210, 105264, 105750, 108135, 110758, 115672, 116725, 117067, 118440, 120600, 123354, 124483, 125248, 125433, 125460, 125500
Er zijn oneindg veel vampiergetallen die een bepaald patroon volgen, zoals:
1530 = 30 × 51, 150300 = 300 × 501, 15003000 = 3000 × 5001 enz.

## Meerdere paren
Een vampiergetal kan meerdere hoektanden hebben. Het eerste de oneindig vele vampiergetallen met twee paar hoektanden is:
125.460 
= 204 × 615
= 246 × 510
Het eerste met drie paar hoektanden is:
130.780.260
= 1620 × 8073
= 1863 × 7020
= 2070 × 6318
Het eerste met vier paar is:
16.758.243.290.880 
= 1.982.736 × 8.452.080
= 2.123.856 × 7.890.480
= 2.751.840 × 6.089.832
= 2.817.360 × 5.948.208
Het eerste met vijf paren is:
24.959.017.348.650 
= 2.947.050 × 8.469 153
= 2.949.705 × 8.461.530
= 4.125.870 × 6.049.395
= 4.129.587 × 6.043.950
= 4.230.765 × 5.899.410

## Varianten
PseudovampiergetalEen pseudovampiergetal lijkt op een vampiergetal, met uitzondering daarvan dat de hoektanden van een pseudovampiergetal met de lengte van n niet voldoen aan de voorwaarde dat deze een lengte van n/2 heeft. Pseudovampiergetallen kunnen een oneven lengte hebben, zoals 126 = 6 × 21.
In het algemeen kunnen ze meer dan twee hoektanden hebben, zoals: 1395 = 5 × 9 × 31.
De eerste pseudopriemgetallen zijn: 126, 153, 688, 1206, 1255, 1260, 1395
PriemvampiergetalBij een priemvampiergatal, is een vampiergetal waarvan beide hoektanden  zijn priem De eerste priemvampiergetallen zijn: 117.067, 124.483, 146.137, 371.893, 536.539
Sinds 2007 is het grootste gevonden priemvampiergetal: het kwadraat (94892254795×10103924+1)2, in september 2007 gevonden door Jens K. Andersen.
Dubbel vampiergetalBij een dubbel vampiergetal zijn de hoektanden eveneens vampiergetallen, zoals: 1.047.527.295.416.280 = 25.198.740 × 41.570.622 = (2940 × 8571) × (5601 × 7422)
Romeins vampiergetalEen vampiergetal in Romeinse cijfers, zoals II × IV = VIII.